# Маркіанос Александрійський
Маркіан (Марк, Маркіанос) Александрійський (I століття, Александрія - 1 січня 152 року, Александрія) - восьмий Папа і Патріарх Александрійський, керував з 141 по 152 роки.

## Біографія
Маркіанос народився в Александрії, Єгипет. Перш ніж стати Патріархом, був деканом Александрійської богословської школи. У місяці Хатор 141 року, під час правління імператора Антоніна Пія, обраний Патріархом Александрійським.
Помер Маркіанос 6-го дня Тобі 152 року.

## Зовнішні посилання
- Офіційний веб-сайт коптського православного папи Олександрійського та Патріарха всієї Африки на Святому Престолі Святого Апостола Марка
- Коптські документи французькою [Архівовано 13 січня 2021 у Wayback Machine.]